# Фероникели
«ФК Фероникели» (алб. Klubi Futbollistik Ferronikeli) — косовский футбольный клуб из города Глоговац. Выступает в косовской Суперлиге, главной по уровню в системе футбольных лиг Косова. Домашние матчи команда проводит на стадионе Реджеп Реджепи, вмещающем около 6 000 зрителей. 
Футбольный клуб «Фероникели» был основан 8 апреля 1974 года и тесно связан с NewCo Ferronikeli, близлежащим горно-металлургическим комплексом, чей комбинат был открыт в 1984 году.
По итогам сезона 2011/12 «Фероникели» стал победителем Первой лиги и вышел в Суперлигу. В дебютном сезоне команда стала пятой в чемпионате Косова. Спустя год «Фероникели» лишь в серии пенальти оказался сильнее клуба «Гиляни» в стыковых матчах за место в Суперлиге. В том же сезоне клуб смог выиграть свой первый титул, обыграв в финале Кубка Косова «Хайвалию» со счётом 2:1.
По итогам сезона 2014/15 «Фероникели» впервые стал чемпионом страны, лишь на очко опередив «Бесу», а также вновь выиграл Кубок Косова, на этот раз оказавшись удачливее в серии послематчевых пенальти «Трепчи'89». Спустя год «Фероникели» сумел отстоять свой чемпионский титул.

## Выступления в еврокубках
| Сезон   | Турнир              | Раунд                         | Соперник          | Дома | В гостях | Общий счёт |  |
| ------- | ------------------- | ----------------------------- | ----------------- | ---- | -------- | ---------- |  |
| 2019/20 | Лига чемпионов УЕФА | Первый предварительный раунд  | Линкольн          | 1:0  | 1:0      | 1:0        |  |
| 2019/20 | Лига чемпионов УЕФА | Второй предварительный раунд  | Санта-Колома      | 2:1  | 2:1      | 2:1        |  |
| 2019/20 | Лига чемпионов УЕФА | Первый квалификационный раунд | Нью-Сейнтс        | 0:1  | 2:2      | 2:3        |  |
| 2019/20 | Лига Европы УЕФА    | Второй квалификационный раунд | Слован Братислава | 0:2  | 1:2      | 1:4        |  |

## Достижения
- Чемпион Косова (3): 2014/15, 2015/16, 2018/19
- Обладатель Кубка Косова (2): 2013/14, 2014/15
- Обладатель Суперкубка Косова (1): 2014
- Победитель Первой лиги Косова (1): 2011/12
- Обладатель Кубка независимости (1): 2014